# Gacharic Spin
Gacharic Spin är ett japanskt rockband som grundades 2009.

## Bandhistoria
Gacharic Spin startades av skolkompisarna F Chopper KOGA (Michiko Koga) och Hana (Sano Hana) direkt efter Koga lämnade The Pink Panda.  Sångerskan Armmy (Takae Ashitomi) och gitarristen EITA rekryteras efter provspelningar. EITA lämnar 5 månader senare och ersätts av Tomo-zo (Tomoko Midorikawa), tidigare medlem i Eu Phoria, innan första singeln släpptes.
Karriären tog fart snabbt, med bland annat en spelning på den japanska rikstäckande kanalen NHK General TV juli 2011. Medlemmarna figurerade även som motion capture-modeller för spelet "Hatsune Miku: Project DIVA Extend" år 2011 och coachade medlemmar i AKB48 i samband med deras musikvideo för "Give Me Five" år 2012. Singlarna som släpptes visar ett band som på sitt eget sätt kombinerar EDM och hårdrock, tungt i både synthesizer och klassiska rockgitarrer. Kogas särskilda basljud kompletterar det unika soundet.
Armmy lämnar bandet i mars 2012 på grund av återkommande hälsoproblem. Keyboardisten Oreo Reona (Reona Suzuki) rekryteras, även hon med bakgrund från Eu Phoria . Bandet spelar i bland annat Frankrike och Luxemburg under 2012 i denna line-up . Hana och Oreo fungerar nu båda som sångerskor, men de var bundna till sina instrument på scenen. För att skapa mer dynamik rekryterades dansöserna Mai och Arisa år 2013 . Livespelningarna blir därmed mer som helhetsupplevelser med två dansartister som fungerar som hejarklacksledare inför publiken. Första albumet "Delicious" (2013) kompletterades därför med en live-DVD senare på året för att göra det nya upplägget rättvisa.

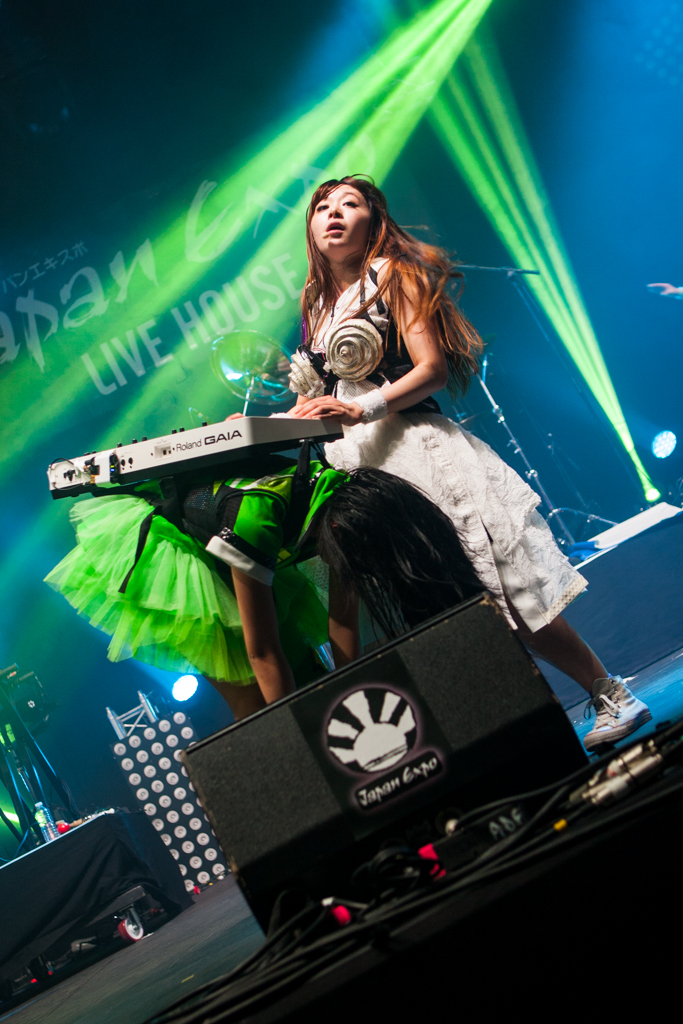
Oreo Reona spelar keyboard på Arisas rygg (2015).

 Bandet skrev kontrakt med skivbolaget Victor Entertainment år 2015. Gacharic Spin åker till USA för spelningar på J-Pop Summit i San Francisco  och festivaler i bland annat Sydkorea samma år. Arisa lämnar bandet kort därefter för att fokusera på sin utbildning. Hon ersätts av Nenne (Nene Konishi), en skolkompis till Mai . Nenne får dock en större roll som musiker i bandet än hennes företrädare. Första skivsläppet på det nya skivbolaget "Kakujitsu Hendo -Kakuhen-" (2016) visar upp ett band med mer fokus på synthesizer.
Nenne lämnar år 2017 på grund av problem med hörseln , men återvänder som solo-artist 2019. Bandet fortsätter som kvintett, då och då med stöd av en eller två gästdansöser. När Mai lämnar bandet 2018 ombildas gruppen rejält för andra gången. I februari 2019 visas Angelina 1/3 upp som ny medlem. Kort därefter presenteras Yuri som ny trumslagare, vilket innebär att Hana byter till elgitarr. Första skivan i det nya upplägget "Gold Dash" (2020) är mycket mer tungt på gitarrer.

### Sidoprojekt
På grund av problem med sångerskan Armmy år 2012 gjorde Gacharic Spin flera spelningar med gästsångerskor, bland annat Dazzle Visions Maiko och Lightbringers Fuki, nuvarande sångerska i bland annat Unlucky Morpheus. Samarbetet med just Fuki blev väldigt lyckat, med resultat att de spelade in skivan "Doll's Apartment" som DOLL$BOXX år 2012. Sidoprojektet släppte även en EP under 2017.
Bandet har en viss anknytning till den japanska idol-världen och visar upp det inte bara genom den ovanliga bandsammanställning med en eller två dansöser som medlemmar, men framträder då och då som sitt eget idol-projekt Usugi. Dessutom driver bandet lite med 80-tals metal i sidoprojektet Metallic Spin, där de spelar coverlåtar från denna epok.

## Bandmedlemmar
- F Chopper Koga (F チョッパー KOGA?) – basgitarr (2009–nu)
- Hana (はな?) – gitarr, sång, trummor (2009–nu)
- Tomo-zo – gitarr, sång (2009–nu)
- Oreo Reona (オレオレオナ?) – keyboards, sång (2012–nu)
- Angelina 1/3 (アンジェリ ーナ1/3?) – underhållare, dansartist, sång (2019–nu)
- Yuri – trummor (2019–nu)

### Tidigare bandmedlemmar
- Eita - gitarr (2009)
- Armmy - sång, keyboards (2009-2012)
- Mai - dansartist, underhållare, sång, slagverk (2013-2018)
- Arisa (ありさ?) - dansartist, underhållare (2013-2015)
- Nenne (ねんね?) - dansartist, underhållare, keyboards (2015-2017)
- Levin - trummor (2021, under Yuris föräldraledighet)

## Diskografi

### Studioalbum
- Delicious (Universal Music Japan, mars 2013) CD
- Winner (Universal Music Japan, april 2014) CD
- Music Battler (Victor Entertainment, september 2014) CD, CD+DVD
- Kakujitsu Hendo -Kakuhen- (確実変動 -KAKUHEN-?) (Victor Entertainment, september 2016) CD, CD+DVD
- G-litter (Victor Entertainment, april 2018) CD, CD+DVD
- Gold Dash (Victor Entertainment, mars 2020) CD, CD+DVD
- Gacharic Spin (Victor Entertainment, september 2021), CD, CD+DVD

### Samlingsskivor
- Gachatto Best 2010–2014 (ガチャっとBEST＜2010 – 2014＞?) (Victor Entertainment, oktober 2014) CD, CD+DVD
- Gacha10 Best (ガチャっ10BEST?) (Victor Entertainment, mars 2019) CD, CD+DVD, CD+BR

### Mini album / EP
- Virgin-A (Universal Music Japan, maj 2011)
- Go Luck! (Victor Entertainment, november 2018)

### Singlar
- Lock On!! (Juicy Girls Records, mars 2010) CD
- Hunting Summer (ハンティングサマー?) (Juicy Girls Records, juni 2010) CD
- Yukinaku ~Setsunaku~ Melody (雪泣く〜setsunaku〜メロディー?) (Juicy Girls Records, september 2010) CD
- Nudie Rhythm (ヌーディリズム?) (Universal Music Japan, juni 2012) CD
- Boku Dake no Cinderella (僕だけのシンデレラ?) (Universal Music Japan, mars 2014) CD
- Sekira Liar / Tokenai Candy (赤裸ライアー/溶けないCANDY?) (Victor Entertainment, februari 2015) CD, CD+DVD
- Don't Let Me Down (Victor Entertainment, juni 2015) CD, CD+DVD
- Shaki Shaki Shiite!! / Arubusu no Shōjo (シャキシャキして!!/アルブスの少女?) (Victor Entertainment, juni 2016) CD, CD+DVD
- Generation Gap (ジェネーレションギャップ?) (Victor Entertainment, september 2016) CD, CD+DVD

### Video album
- Gacharic Spin Live & Lesson (Athos International, april 2011) DVD
- Gacharic Spin 1st Anniversary Live –Shogeki! Shogeki? Show Geki ~ Kanzenban (Gacharic Spin 1st Anniversary LIVE〜衝撃!笑撃?SHOW劇〜完全版?) (Universal Music Japan, april 2011) DVD
- Delicious Live DVD (Juicy Girl Records, oktober 2013) DVD
- Delicious Tour DVD Limited Edition  -Kanōnakagiri Tsumekomimashita- (Delicious Tour DVD 限定盤〜可能な限り詰め込みました〜?) (Juicy Girl Records, november 2013) DVD
- Gachallenge Final!! 2014  -Odaiba Kesshou Sen- (ガチャレンジFINAL!! 2014〜お台場決勝戦〜?) (Victor Entertainment, mars 2015) DVD, Blu-ray
- Sekira Liar Tour Final -Shibuya Public Hall- (赤裸ライアーTOUR FINAL!!!〜渋谷公会堂〜?) (Victor Entertainment, december 2015) DVD
- What! Seventh Anniversary!!!!!!! Tour Final (な・な・なんと7周年!!!!!!! TOUR FINAL?) (Victor Entertainment, februari 2017) DVD
- Tour Tomaranai 2018 Final – Yoiko (415) wa Mane Shinaidene (TOUR 止まらない 2018 FINAL ~良い子(415)は真似しないでネ~?)  (Victor Entertainment, augusti 2018) DVD
- Saikō saikyō densetsu – 10th Anniversary Special LIVE!!- (最高最強伝説 -10th Anniversary Special LIVE!!-?) (Victor Entertainment, januari 2020) Blu-ray